# Absorption (Volkswirtschaftslehre)
Absorption bezeichnet im Rahmen der monetären Außenhandelstheorie den für Konsum und Investitionen beanspruchten Teil des Volkseinkommens und des Imports. Da die Differenz zwischen dem gesamten Volkseinkommen und der Absorption gleich dem Außenbeitrag ist, ergibt sich eine Verbesserung des Außenbeitrags z. B. als Folge einer Währungsabwertung nur dann, wenn die Absorption sinkt oder weniger stark als das Volkseinkommen steigt.
Absorption = Ausgaben der Volkswirtschaft = A = C + I + G,
wobei C=Konsum, I=Investition und G=Staatsausgaben
Die Absorption entspricht dem Volkseinkommen nur dann, wenn der Saldo der Leistungsbilanz im weiteren Sinne Null beträgt. Bei einem Exportüberschuss ist die Absorption kleiner als das Volkseinkommen.